# Phlegetonia gilvicolor
Phlegetonia gilvicolor is een vlinder uit de familie van de Euteliidae. De wetenschappelijke naam van de soort is voor het eerst geldig gepubliceerd in 1900 door Mabille.